# Amanda (handebolista)
Amanda Claudino de Andrade (Iporã, 20 de dezembro de 1989) é uma handebolista brasileira que joga na posição armadora esquerda.
Em 2013, jogando pela Seleção Brasileira de Handebol Feminino, sagrou-se campeã mundial.
Integrou, em 2015, a delegação brasileira que disputou os Jogos Pan-Americanos de Toronto.